# Takashi Yamamoto (pływak)
Takashi Yamamoto (jap. 山本貴司 Yamamoto Takashi, ur. 23 lipca 1978 w Osace) - były japoński pływak, specjalizujący się głównie w stylu motylkowym.
Wicemistrz olimpijski z Aten na 200 m stylem motylkowym oraz brązowy medalista w sztafecie 4 x 100 m stylem zmiennym (oprócz tego 9. miejsce na 100 m delfinem), uczestnik Igrzysk Olimpijskich z Atlanty (13. miejsce na 100 i 20. miejsce na 200 m stylem motylkowym oraz 5. miejsce w sztafecie 4 x 100 m stylem zmiennym) i Sydney (5. miejsce na 100 i 9. miejsce na 200 m stylem motylkowym). Wicemistrz świata z Hongkongu na 200 m motylkiem. 4-krotny medalista Mistrzostw Pacyfiku, 7-krotny medalista Igrzysk Azjatyckich (w tym 6 złotych medali).